# Sokolany
Sokolany – wieś w Polsce położona w województwie podlaskim, w powiecie sokólskim, w gminie Sokółka.

## Opis
Wieś leśnictwa sokólskiego w ekonomii grodzieńskiej w drugiej połowie XVII wieku. W II RP istniała gmina Sokolany. W latach 1975–1998 miejscowość należała do województwa białostockiego.
Nazwa pochodzi od ptaka sokoła. Wieś chłopów królewskich z ekonomii grodzieńskiej powstała w czasie pomiary włócznej w XVI w. na 30 włókach. Pierwsza wzmianka pochodzi z 1601 r. W 1616 r. Hieronim Wołłowicz wzniósł tutaj drewniany kościół, który później spłonął. W 1883 r. wybudowano kościół murowany, który został zniszczony w czasie II wojny światowej przez Niemców. W 1945 r. wybudowano nowy kościół drewniany, który przetrwał do dziś. W 1996 r. rozpoczęto budowę nowego kościoła, którego konsekracja odbyła się 1 lipca 2001 r.
W miejscowości znajduje się cmentarz rzymskokatolicki założony w XIX wieku.